# 拓跋意烈
拓跋意烈（4世纪—398年），追尊魏昭成帝拓跋什翼犍之孙，拓跋力真之子，北魏宗室、官员。

## 生平
登国元年（386年）八月，拓跋意烈的叔叔拓跋窟咄从西燕返回北魏，逼近北魏南部边境，北魏人心骚动。拓跋珪担心内乱，就向北翻越阴山前往贺兰部，派遣安同和长孙贺向后燕慕容垂请求援兵。安同抄小道到达中山郡，慕容垂派遣儿子慕容麟率领步兵骑兵六千人跟随安同，安同和后燕使者兰纥一起返回，到达牛川，拓跋意烈防堵安同。拓跋窟咄失败后，拓跋意烈流落到后燕。皇始元年（396年），魏道武帝进攻后燕的中山郡，拓跋意烈抛弃妻子儿女到井陉迎接魏道武帝。等到北魏平定中原，拓跋意烈有征战俘获的功勋，获赐爵辽西公，出任广平郡太守。当时和跋担任邺城行台，拓跋意烈性格英勇刚硬，自以为是皇帝的亲属，以位居和跋之下为耻辱，就暗中勾结党羽，将要袭击邺城。天兴元年（398年）四月，拓跋意烈的谋划泄露，朝廷赐令拓跋意烈在广平郡内自杀，原谅了他的妻子儿女。

## 家庭

### 兄弟
- 拓跋勃，北魏彭城公

### 子女
- 拓跋拔干，北魏平原镇镇将、武遂灵公

## 延伸阅读
[在维基数据编辑]
 《魏書·卷15》，出自魏收《魏书》